# Struga Banska
Struga Banska is een plaats in de gemeente Dvor in de Kroatische provincie Sisak-Moslavina. De plaats telt 161 inwoners (2001).